# علی میهن دوست
علی میهن دوست (۱۳۵۱–۱۳۲۴) از اعضای اولیه و بخشی از حلقهٔ تشکیل دهندهٔ گروهی بود که بعدها به سازمان مجاهدین خلق ایران مشهور شد. او همچنین در تدوین ایدئولوژی سازمان مجاهدین نقش بسزایی برعهده داشت.

## زندگی‌نامه
علی میهن دوست در سال ۱۳۲۴ خورشیدی در شهر قزوین زاده شد. خانوادهٔ او مذهبی و فعال در امور دینی و ضد بهاییت بودند. علی نیز از همان دوران مدرسه عضو انجمن ضد بهاییت (انجمن حجتیه) شده بود و در این راستا فعالیت می‌کرد. با قبولی در کنکور در رشتهٔ فنی مهندسی وارد دانشگاه تهران شد. در دوران تحصیل کتاب‌های علمی و دینی فراوانی را مطالعه می‌کرد که بخش اعظم آن آثار مهندس بازرگان بود. او در سال ۱۳۴۴ با دعوت ناصر صادق وارد حلقهٔ مطالعاتی و بنیانگذاران سازمان مجاهدین خلق شد و پس از آن در گروه موسوم به ایدئولوژی سازمان فعالیت کرد. در سال ۱۳۴۹ وارد کادر مرکزی ده نفرهٔ سازمان مجاهدین شد و زمانی نیز مسئول سازمان در شهرهای اصفهان و شیراز بود.

پس از ضربهٔ شهریورماه سال ۵۰ و لو رفتن‌های پی در پی اعضا، میهن دوست نیز در همان ماه در منزل یکی از دوستان خود دستگیر می‌شود و پس از تحمل شکنجه‌های فراوان در فروردین ماه سال ۱۳۵۱ تیرباران می‌گردد. او در بخشی از دفاعیات خود در دادگاه زمان پهلوی بیان داشت که «ما با پذیرش ایدئولوژی شهادت انقلابی، به انجام وظیفه انقلابی خود برخاسته‌ایم. از مرگ نمی‌ترسیم، بلکه مرگ در راه خلق، نهایت آرزوی ماست. ما پذیرفته‌ایم که تنها با فدا کردن جان خود می‌توانیم در این راه قدم برداریم. ما دانسته‌ایم که نهضت قربانی‌های فراوان می‌طلبد؛ ما خود آماده‌ایم که از اولین قربانیان آن باشیم»

## مسئولیت‌ها
در سال ۱۳۴۸ اعضای مرکزی سازمان تصمیم گرفتند تا مسئلهٔ عقاید و باورهای خود و سایر اعضا را برای آینده تبیین و مکتوب کنند و برای این منظور گروهی را تشکیل دادند که به گروه ایدئولوژی شهرت یافته بود. اعضای این گروه را محمد حنیف‌نژاد، حسین احمدی روحانی و علی میهن دوست تشکیل می‌دادند. براساس اظهارات حسین احمدی روحانی، قرار شده بود که در این گروه چهار مسئله مطرح شود: روش شناخت (متدولوژی)، تکامل، رسالت انبیا و رابطه انسان با دین پس از پایان انبیا، جهان بینی اسلامی. علی میهن دوست که به خاطر برعهده داشتن همین وظایف به علی عقیدتی مشهور شده بود، مسئول پژوهش در بخش تکامل شد که نتیجهٔ آن نیز کتابی بود با همین نام تکامل که براساس آرای مطرح شده در کتاب «خلقت انسان» یدالله سحابی نگارش شده بود.

میهن دوست همچنین در دوره‌ای مسئولیت بخش زنان را نیز برعهده داشت.